# Sumner, Illinois
Sumner là một thành phố thuộc quận Lawrence, tiểu bang Illinois, Hoa Kỳ. Năm 2010, dân số của thành phố này là 3174 người.

## Dân số
Dân số qua các năm:
- Năm 2000: 1022 người.
- Năm 2010: 3174 người.